# Coronel João Sá
Coronel João Sá este un oraș în unitatea federativă Bahia (BA) din Brazilia.